# Os Goonies
Os Goonies (em inglês:  The Goonies) é um filme de comédia e aventura americano de 1985 co-produzido e dirigido por Richard Donner a partir de um roteiro escrito por Chris Columbus, baseado na história do produtor executivo Steven Spielberg.
Em 2017, o filme foi selecionado para preservação no Registro Nacional de Filmes dos Estados Unidos pela Biblioteca do Congresso sendo "culturalmente, historicamente ou esteticamente significativo".

## Enredo
Enfrentando a execução hipotecária de suas casas na área Goon Docks de Astoria, Óregon, para um clube de campo em expansão, um grupo de crianças que se autodenominam "os Goonies", se reúnem para um último fim de semana juntos. Os Goonies são compostos pelo líder otimista Goonie Mikey Walsh, seu irmão mais velho Brandon, o inventivo Data, o falador Mouth e o desastrado Chunk.
Vasculhando o sótão dos Walshes, eles encontram um dobrão de 1632 e um antigo mapa do tesouro que supostamente leva ao tesouro do lendário pirata "Willy Caolho", que se acredita estar localizado em algum lugar próximo.
Mikey considera Willy Caolho o Goonie original. As criança prendem Brandon e vão até um restaurante abandonado na costa que coincide com o mapa; Brandon logo segue ao lado de Andy, uma líder de torcida apaixonada por ele; e Stef, amiga de Andy.
O grupo eventualmente descobre que o restaurante abandonado é um esconderijo da família do crime Fratelli: Francis, Jake e sua mãe. Os Goonies encontram um túnel no porão e o seguem, mas quando Chunk sinaliza para um motorista ir até a delegacia do xerife, ele é sequestrado pelos agressores e aprisionado com seu irmão mais novo, corpulento e deformado, Sloth. Os Fratellis interrogam Chunk até que ele revele para onde os Goonies foram e começam a perseguição. Chunk é deixado para trás com Sloth, mas torna-se amigo dele. Após Sloth libertar os dois, Chunk chama o xerife, e ambos seguem a trilha dos Fratellis.
Os Goonies evitam várias armadilhas mortais ao longo dos túneis, enquanto permanecem à frente dos Fratellis. Finalmente, eles chegam à gruta onde o navio pirata de Willy, o Inferno, está ancorado. O grupo descobre que o navio está cheio de tesouros, e eles começam a encher os bolsos, mas Mikey os avisa para não pegar nenhum em uma balança na frente de Willy, considerando que isso é uma homenagem a ele. Ao saírem do navio, os Fratelli aparecem e os despojam. Eles amarram os Goonies os obrigam a andar na prancha, até que Chunk chega com Sloth e distrai os agressores por tempo suficiente para os Goonies pularem do barco e nadar em segurança. Os Fratellis continuam a pegar todos os tesouros que podem, incluindo aqueles na balança de Willy; isso aciona outra armadilha que faz a gruta desabar. Com a ajuda de Sloth, os Goonies e Fratellis escapam por pouco.
Os dois grupos emergem na praia de Astoria, onde se reúnem com as famílias dos Goonies e a polícia. Os Fratellis são presos, mas Chunk impede que Sloth também seja preso; ele convida Sloth para viver com ele. Quando o pai de Mikey está prestes a assinar os papéis da execução hipotecária, a governanta dos Walshes, Rosalita, descobre que a bolsa de bolas de gude de Mikey está cheia de joias que ele tirou do navio e não foram apreendidas pelos Fratellis. O pai de Mikey triunfantemente rasga os papéis, declarando que eles têm dinheiro suficiente para negar a execução hipotecária. Enquanto eles estão contando a história de sua aventura para a imprensa e a polícia descrentes, eles notam o Inferno, se libertado da gruta, navegando sozinho à distância.

## Recepção
No agregador de críticas Rotten Tomatoes, que categoriza as opiniões apenas como positivas ou negativas, o filme tem um índice de aprovação de 76% calculado com base em 91 comentários dos críticos que é seguido do consenso: "The Goonies é uma mistura energética, às vezes barulhenta, de sentimento spielbergiano e truques divertidos que agradarão tanto a crianças quanto a adultos nostálgicos." Já no agregador Metacritic, com base em 13 opiniões de críticos que escrevem para a imprensa tradicional, o filme tem uma média ponderada de 62 entre 100, com a indicação de "revisões geralmente favoráveis".

## Legado
Eventos especiais de aniversário do filme, realizados na cidade de Astoria, atraíram cerca de 10.000 a 15.000 visitantes. A casa usada pela família Walsh se tornou uma atração turística, recebendo entre 1.200 e 1.500 visitantes por dia durante o verão do 30º aniversário. Como resultado, em agosto de 2015, os residentes e proprietários da casa, seus vizinhos e a cidade de Astoria tomaram medidas para limitar o acesso público à casa.

### Reunião
Em 27 de abril de 2020, por meio de seu canal no YouTube, Josh Gad transmitiu uma reunião virtual do elenco via Zoom como o primeiro episódio de Gad's "Reunited Apart", um esforço de arrecadação de fundos de caridade durante a pandemia COVID-19, com a reunião dos Goonies apoiando o Center for Filantropia de desastres. Todo o elenco primário vivo participou, com o evento dedicado aos membros do elenco que já morreram. Além do elenco, o diretor Richard Donner, o produtor Steven Spielberg e o escritor Chris Columbus também estiveram presentes, e até mesmo Cyndi Lauper fez uma aparição.
Em 5 de dezembro de 2020, o elenco teve outra reunião virtual, desta vez para uma leitura ao vivo do roteiro completo do filme, que foi transmitido em várias redes sociais. Os personagens cujos atores originais morreram foram interpretados por outros atores, incluindo Josh Gad como Sloth, Jean Smart como Mama Fratelli e Kristen Bell como Irene Walsh. Cary Elwes atuou como narrador. O evento arrecadou mais de $ 130.000 em doações para a instituição de caridade No Kid Hungry.